# Siemkowo (obwód miński)
Siemkowo (biał. Сёмкава, Siomkawa; ros. Сёмково, Siomkowo) – agromiasteczko na Białorusi, w obwodzie mińskim, w rejonie mińskim. 

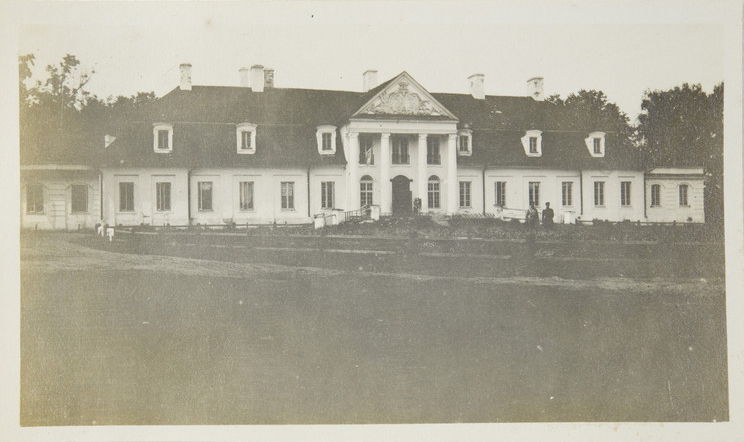
Pałac Chmarów w 1916 roku

## Historia
W pierwszej połowie XVIII wieku miejscowość była własnością Sapiehów. W 1755 roku od Kazimierza Sapiehy kupił je łowczy miński, Adam Chmara. Adam Chmara, który wkrótce po kupieniu Siemkowa stał się kasztelanem a następnie wojewodą mińskim, zgromadził w swym ręku ogromną fortunę i rozległe dobra. Głównym ośrodkiem dóbr wojewoda uczynił Siemkowo, w którym w latach 1775-80 wzniósł (zrujnowany dziś) barokowo-klasycystyczny zespół pałacowy, złożony z pałacu i dwóch oficyn, wybudowany najprawdopodobniej według projektu znanego architekta włoskiego Carlo Spampaniego.
W ręku Chmarów dobra pozostawały do 1889 roku, kiedy to stały się własnością Chełkowskich, władających Siemkowem do I wojny światowej.

## Zabytki
- Pałac Adama Chmary w stylu barokowo-klasycystycznym z 1775 roku, parterowy, piętnastoosiowy, na planie wydłużonego prostokąta. W centralnej części fasady znajdował się płytki parterowy ryzalit z czterema pilastrami, zwieńczony trójkątnym szczytem. Od strony ogrodu znajdował się ryzalit półokrągły. Do szczytów budynku przylegały dwie niewielkie dwuosiowe przybudówki kryte płaskimi dachami. Elewacje ozdobione były pilastrami i profilowanym podokapowym gzymsem. Pałac obecnie jest opuszczony i mocno zdewastowany. Prostopadle do budynku głównego ustawione są dwie siedmioosiowe oficyny z jednoosiowymi płytkimi ryzalitami w części centralnej, zwieńczonymi niedużymi szczytami. Ich elewacje ozdabiają pilastry. Prawa oficyna, w wyniku XX wiecznej przebudowy, połączona była krytym przejściem z budynkiem głównym. Pałac otacza park regularno-krajobrazowy rozciągnięty wzdłuż głównej osi kompozycyjnej, równoległej do rzeki Siemkówki. Wzdłuż osi tej biegnie lipowa aleja wjazdowa, przy której wzniesiono kompleks współczesnych budynków szkoły z internatem, do której należy cały zespół pałacowy. Aleja wiedzie na rozległy dziedziniec między pałacem i oficynami, gdzie niegdyś istniał ozdobny klomb. Za pałacem znajdują się dwa tarasy parkowe, a na przedłużeniu głównej osi ciągną się szpalery lipowe i dębowe. Południowo-wschodnia, krajobrazowa część parku o powierzchni około 10 ha, zajmuje strome zbocze wzgórza i jest obecnie zdziczała[2].
- Ruiny kościoła Matki Boskiej